# Messerbänkchen

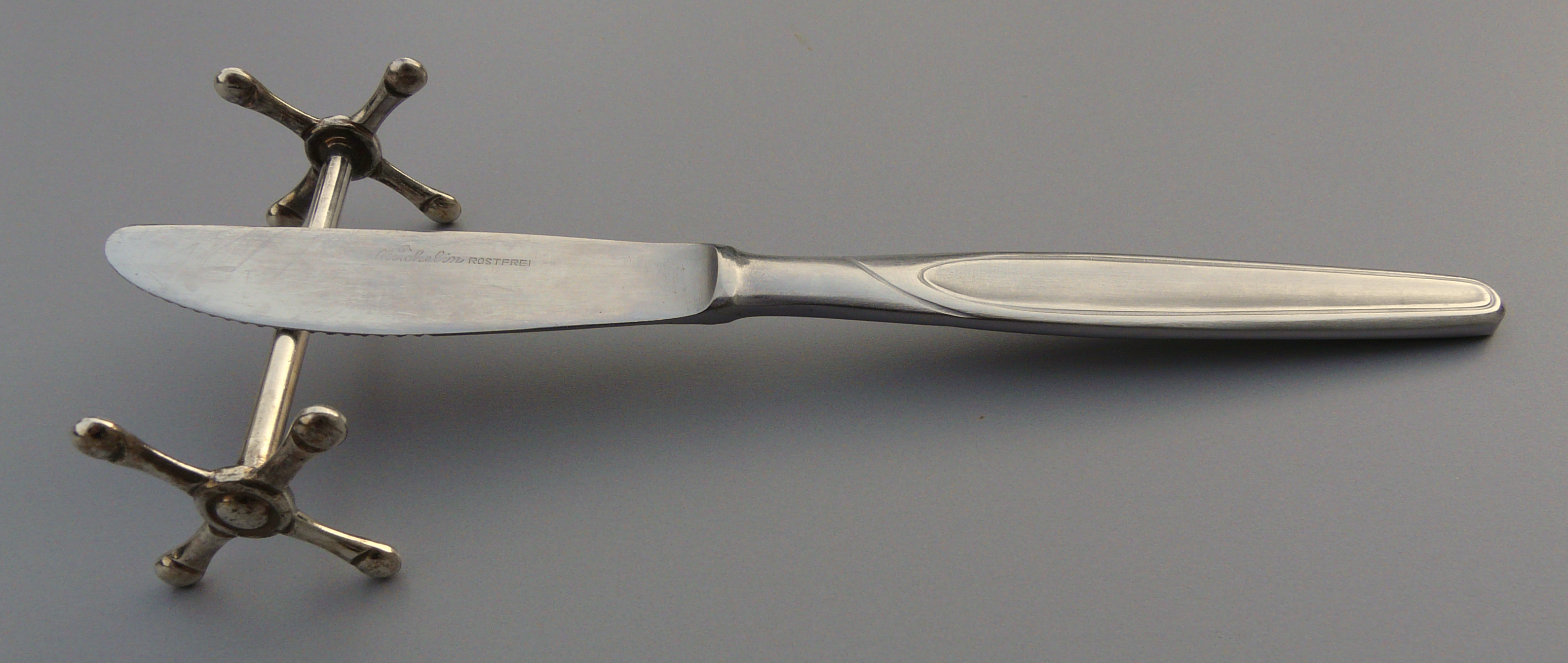
Messerbänkchen

Ein Messerbänkchen (auch: Messerbank) dient dazu, das benutzte Essbesteck abzulegen, um den Teller frei zu haben und den Tisch, das Tischtuch oder andere Unterlagen nicht zu beschmutzen. 
Es gibt Messerbänkchen in unterschiedlichen Ausführungen:
- Klassisch: Querstab auf X-Ständer
- Modern: Querliegende Blöckchen
- Sonderformen: kleine Figuren oder Tierchen (aus Porzellan). Auch röhrenförmige Exemplare kommen vor; sie sind aus Glas, wobei ein Ende hochgebogen ist, um eine Blume hineinstecken zu können. Seltener sind Messerbänkchen, die auch als Halter für Tischkarten oder Servietten dienen.

Ein Paar Messerbänkchen in Dackelform

Die Besteckteile ruhen auf dem Messerbänkchen ungefähr an der Stelle, an welcher der Griff in die Klinge bzw. den Essteil von Löffel und Gabel übergehen, wobei das Griffende auf dem Tisch ruht und der Vorderteil über das Messerbänkchen hinaus in die Luft ragt. Von vielen Besteckherstellern werden Messerbänkchen passend zu den übrigen Besteckteilen einer Serie angeboten. Messerbänkchen gehören typischerweise in den Bereich festlicher Tafelkultur.
In der japanischen Esskultur wird mit dem Hashioki (jap. 箸置き, wörtl. Essstäbchen-Halter) ein ähnliches Tischgeschirr verwendet. 
Auf einer etwas anderen Art Messerbank kann man auch Küchenmesser aufbewahren. Die Messerbank ist dann ein Holzblock mit Aussparungen für die Messer, auf der diese mit der Schneide nach unten balanciert werden.